# Берг, Карлос
Карлос Берг (1843—1902) — аргентинский зоолог балто-немецкого происхождения.
Родился в Тукумсе, преподавал естественные науки в разных училищах в Риге, где состоял хранителем коллекций общества естествоиспытателей.
В 1873 году переселился в Буэнос-Айрес, где в 1875 году был назначен профессором зоологии при университете. В 1890—1892 годах состоял директором музея в Монтевидео, после чего был назначен директором музея в Буэнос-Айресе на место Бурмейстера. Научные работы Берга касаются преимущественно фауны Аргентины.